# Jasmine Flury
Jasmine Flury, née le 16 septembre 1993 à Saas im Prättigau, est une skieuse alpine suisse spécialiste des épreuves de vitesse, championne du monde de descente aux Mondiaux 2023 de Courchevel/Méribel.
Elle participe à la Coupe du monde depuis janvier 2014 et obtient la première victoire de sa carrière le 9 décembre 2017 en remportant le Super-G de Saint-Moritz.

## Biographie
Jasmine Flury, membre du club de Rinerhorn, court sur le circuit FIS dès la saison 2008-2009 et en coupe d'Europe à partir de 2010. Elle débute en coupe du monde à 20 ans, en janvier 2014, en participant à la descente d'Altenmarkt-Zauchensee où elle se classe 33e. Mais en 2015, elle se blesse à la hanche, doit être opérée. Lors de la saison 2016-2017, Jasmine Flury obtient ses meilleurs résultats sur la piste de vitesse de Jeonsgeon ou se disputeront les épreuves des Jeux olympiques de Pyeongchang 2018 : 7e de la descente et 5e du Supe-G.
Jasmine Flury obtient son premier résultat significatif de l'hiver 2017-2018 en prenant la 7e place du Super-G de Lake Louise le 3 décembre. Une semaine plus tard, elle remporte à Saint-Moritz la première victoire de sa carrière en coupe du monde à l'âge de 24 ans.
En janvier 2021, elle termine cinquième de la descente de Crans-Montana, mais n'est pas sélectionnée pour les championnats du monde à Cortina d'Ampezzo.
En janvier 2022, elle termine deuxième de la descente de Garmisch-Partenkirchen, derrière sa compatriote Corinne Suter. Elle prend ensuite part à ses deuxièmes Jeux olympiques, à Pékin, elle termine quinzième de la descente et douzième du super G.
Le 11 février 2023, elle remporte, à la surprise générale,, la descente des championnats du monde de Courchevel/Méribel en bénéficiant notamment de son petit dossard (le no 2) mais en réalisant également « la manche de sa vie ».

### Jeux olympiques
| Édition / Épreuve   | Descente | Super G |
| JO 2018 Pyeongchang | DNF      | 27e     |
| JO 2022 Pékin       | 15e      | 12e     |

### Championnats du monde
| Édition / Épreuve       | Descente | Super G | Combiné |
| ----------------------- | -------- | ------- | ------- |
| 2017 Saint-Moritz       | 12e      | 17e     |         |
| 2019 Åre                | 20e      | Abandon | Abandon |
| 2023 Courchevel/Méribel | Or       | 22e     | -       |

### Coupe du monde
- Meilleur classement général : 24e en 2018
- 3 podiums dont 2 victoires.
- Première course : 11 janvier 2014, descente de Zauchensee, 33ème
- Premier top30 : 18 décembre 2016, Super G de Val d'Isère, 11ème
- Premier top10 : 15 janvier 2017, descente de Zauchensee, 10ème
- Premier podium et première victoire : 9 décembre 2017, Super G de St-Moritz

| Saison    | Super G      | Descente    | Total |
| 2017-2018 | Saint-Moritz |             | 1     |
| 2023-2024 |              | Val d'Isère | 1     |
| Total     | 1            | 1           | 2     |

| Saison / Classement | Général | Général | Descente | Descente | Super G | Super G | Slalom géant | Slalom géant | Slalom | Slalom | Combiné | Combiné |
| Saison / Classement | Class.  | Points  | Class.   | Points   | Class.  | Points  | Class.       | Points       | Class. | Points | Class.  | Points  |
| ------------------- | ------- | ------- | -------- | -------- | ------- | ------- | ------------ | ------------ | ------ | ------ | ------- | ------- |
| 2016-2017           | 42e     | 180     | 21e      | 106      | 22e     | 74      | -            | -            | -      | -      | -       | -       |
| 2017-2018           | 24e     | 318     | 15e      | 153      | 13e     | 165     | -            | -            | -      | -      | -       | -       |
| 2018-2019           | 29e     | 279     | 19e      | 125      | 10e     | 154     | -            | -            | -      | -      | -       | -       |
| 2019-2020           | 66e     | 88      | 34e      | 35       | 29e     | 45      | -            | -            | -      | -      | -       | -       |
| 2020-2021           | 35e     | 189     | 13e      | 154      | 32e     | 35      | -            | -            | -      | -      | -       | -       |
| 2021-2022           | 26e     | 352     | 17e      | 179      | 15e     | 173     | -            | -            | -      | -      | -       | -       |

### Coupe d'Europe
- Première course : 19 janvier 2010, descente de St-Moritz, 61ème
- Premier top30 : 3 décembre 2010, géant de Kvitfjell, 30ème
- Premier top10 : 13 janvier 2012, Super G de Bad Kleinkirchheim, 10ème
- Premier podium : 7 février 2012, Super G de Jasná, 3ème
- Première victoire : 28 janvier 2015, descente d'Hinterstoder
- 8 podiums, dont 5 victoires (3 Super G et 2 descentes)
- Meilleure place au classement général : 3e de la Coupe d'Europe en 2015
- Meilleure place en descente : 2ème en 2015
- Meilleure place en Super G : 2ème en 2015

| Année     | Descente      | Super G            | Total |
| 2014-2015 | Hinterstoder  | Hinterstoder Davos | 3     |
| 2017-2018 |               | Crans-Montana      | 1     |
| 2020-2021 | Crans-Montana |                    | 1     |
| Total     | 2             | 3                  | 5     |

| Saison / Classement | Général | Général | Descente | Descente | Super G | Super G | Slalom géant | Slalom géant | Slalom | Slalom | Combiné | Combiné |
| Saison / Classement | Class.  | Points  | Class.   | Points   | Class.  | Points  | Class.       | Points       | Class. | Points | Class.  | Points  |
| ------------------- | ------- | ------- | -------- | -------- | ------- | ------- | ------------ | ------------ | ------ | ------ | ------- | ------- |
| 2010-2011           | 111e    | 43      | 49e      | 11       | 33e     | 22      | 88e          | -            | -      | -      | 45e     | 9       |
| 2011-2012           | 9e      | 390     | 10e      | 115      | 4e      | 219     | 74e          | 1            | -      | -      | 10e     | 55      |
| 2012-2013           | 99e     | 48      | 65e      | 2        | 35e     | 32      | 63e          | 14           | -      | -      | -       | -       |
| 2013-2014           | 34e     | 268     | 5e       | 211      | 39e     | 31      | 61e          | 16           | -      | -      | 33e     | 10      |
| 2014-2015           | 3e      | 557     | 2e       | 200      | 2e      | 280     | 29e          | 77           | -      | -      | -       | -       |
| 2015-2016           | -       | -       | -        | -        | -       | -       | -            | -            | -      | -      | -       | -       |
| 2016-2017           | -       | -       | -        | -        | -       | -       | -            | -            | -      | -      | -       | -       |
| 2017-2018           | 66e     | 100     | -        | -        | 13e     | 100     | -            | -            | -      | -      | -       | -       |
| 2018-2019           | -       | -       | -        | -        | -       | -       | -            | -            | -      | -      | -       | -       |
| 2019-2020           | -       | -       | -        | -        | -       | -       | -            | -            | -      | -      | -       | -       |
| 2020-2021           | 50e     | 140     | 5e       | 100      | 24e     | 40      | -            | -            | -      | -      | -       | -       |

### Championnats de Suisse
Championne de super G en 2011
 Vice-championne de Super G 2017
 Vice-championne de descente 2018
 Troisième de descente 2013